# ساختمان آلدرد
ساختمان آلدرد (به انگلیسی: Aldred Building) یک آسمان‌خراش در کانادا است که در مونترآل واقع شده‌است.